# 吉野美奈子
吉野 美奈子（Minako Yoshino, よしの みなこ、11月1日 - ）は、日本の芸術家（公共芸術スペシャリスト・彫刻家・画家）。
富山県富山市出身。ニューヨークを拠点に公共芸術に携わり、国際的に活動している。全米彫刻協会会員。米国ホロコースト・メモリアル制作プロジェクト芸術監督。NYハーストタワー（21世紀初ニューヨーク市認定歴史的重要建築文化財）修復プロジェクト芸術監督。

## 特徴
大理石をはじめ石を素材としたモニュメントや彫刻と、石粉や砂を交えた独特のテクスチャーで描く油彩画が特徴である。2001年、渡米直後に体験した9.11アメリカ同時多発テロに大きく影響を受けており、「哀しみや憎しみを、慈悲や愛で包み込めるような作品を残したい」という想いが芸術活動の中核にある。「愛」・「平和」を訴える作品が多い。活動コンセプトは「ART FOR ALL - すべての人にアートを。」
2013年、ニューヨーク市リバーサイドパークに設置するパブリックアートコンペの受賞がきっかけとなり、ニューヨーク近郊の都市開発に関わるようになった。2017年、ハーバード大学で「現代都市とパブリックアートとの理想的な関係」を研究し、都市デザインの単位を修得。その後、米国天然石研究所 で「建築・芸術石材に関する専門知識」を学び、天然石を用いたサスティナブル・アート（設置後の維持管理まで考えられた公共芸術）を都市計画に提案している。2018年、米国ニュージャージー州に、「ホロコースト・メモリアル彫刻記念庭園」を完成。2020年、イタリアで制作した大理石モニュメント『Lovers(ラバーズ像）』が、富山駅北のブールバールに設置され、2023年、その原型塑像が富山市奥田神社の御神体として奉納された。2024年、宮城県曹洞宗龍淵寺の供養塔に、大理石の胸像『Gratitude(感謝像）』が設置された。
具象・抽象のいずれの表現も駆使し、立体では有機的で滑らかな曲線・曲面を得意とし、平面では碧を基調とした螺旋を描く。大理石を使った歴史的重要建築と文化財の修復に定評があり、芸術を通しての地域社会貢献、生涯教育・生涯学習を推進している。音楽・ダンス・ファッション等とのコラボレーション、着物デザイン・執筆・講演の他、公共芸術の維持管理を支援するエシカル商品（ノンアルコールワイン・日本酒・ウイスキー・エコバッグ・チョコレート・和菓子）をプロデュースしている。国際唎酒師資格・ワインソムリエ資格を持っている。

## 経歴

### 生い立ち
富山県富山市に生まれる。銀行員だった父の転勤と共に転校を繰り返す。中学2年の時に大阪から富山に戻り、富山市立速星中学校に転入した。そこで文化祭のないことにがっかりした吉野は、大阪の中学校で体験した楽しさが忘れられず、自ら文化委員長となって校長にかけあい「文化祭」を作った。富山県立富山女子高等学校（現在の富山県立富山いずみ高等学校）卒業後、富山市立富山外国語専門学校で実務英語を学ぶ。卒業後、両親から堅実な道を望まれたため、一度はそれに従って大手旅行会社JTBの社員となる。しかし、ローマ出張時に出逢ったミケランジェロの作品に感銘を受け、心の中の「絵を描きたい」という想いをあきらめきれず、働きながら武蔵野美術大学で油絵とグラフィックデザインを学んだ。仕事と学業の両立が難しくなり「一生のうちの半年でもいいから、24時間自分の好きなことがしたい」と考え、退社。

### 2001年 渡米・石彫刻
卒業後、東京で子ども達に絵を教えた後、2001年単身渡米。ニューヨークの美術大学スクール・オブ・ビジュアル・アーツでアート概念を学びながら、美術解剖学を学ぶ目的で通い始めたアート・スチューデンツ・リーグ・オブ・ニューヨークで、イサム・ノグチの助手を勤めた彫刻家・斎藤誠治と出逢う。吉野は建設現場に捨てられていた大理石をみつけて、「もったいない」と胸を痛め、懸命に受け入れ先を探したがうまくゆかず、斎藤の勧めにより、その石を彫ることになってしまった。苦闘の末、 初めて彫った大理石作品のトルソー『Life - 生命』が2003年の学生展で彫刻科優秀賞を受賞、美術コレクターに買い上げられた。また、このトルソーを含む処女作三点シリーズでメリット奨学金を受賞。以降12年間、斎藤に師事し、石彫刻の具象では困難とされている直彫りを習得した。
アメリカ同時多発テロ、『平和のためのシリーズ』

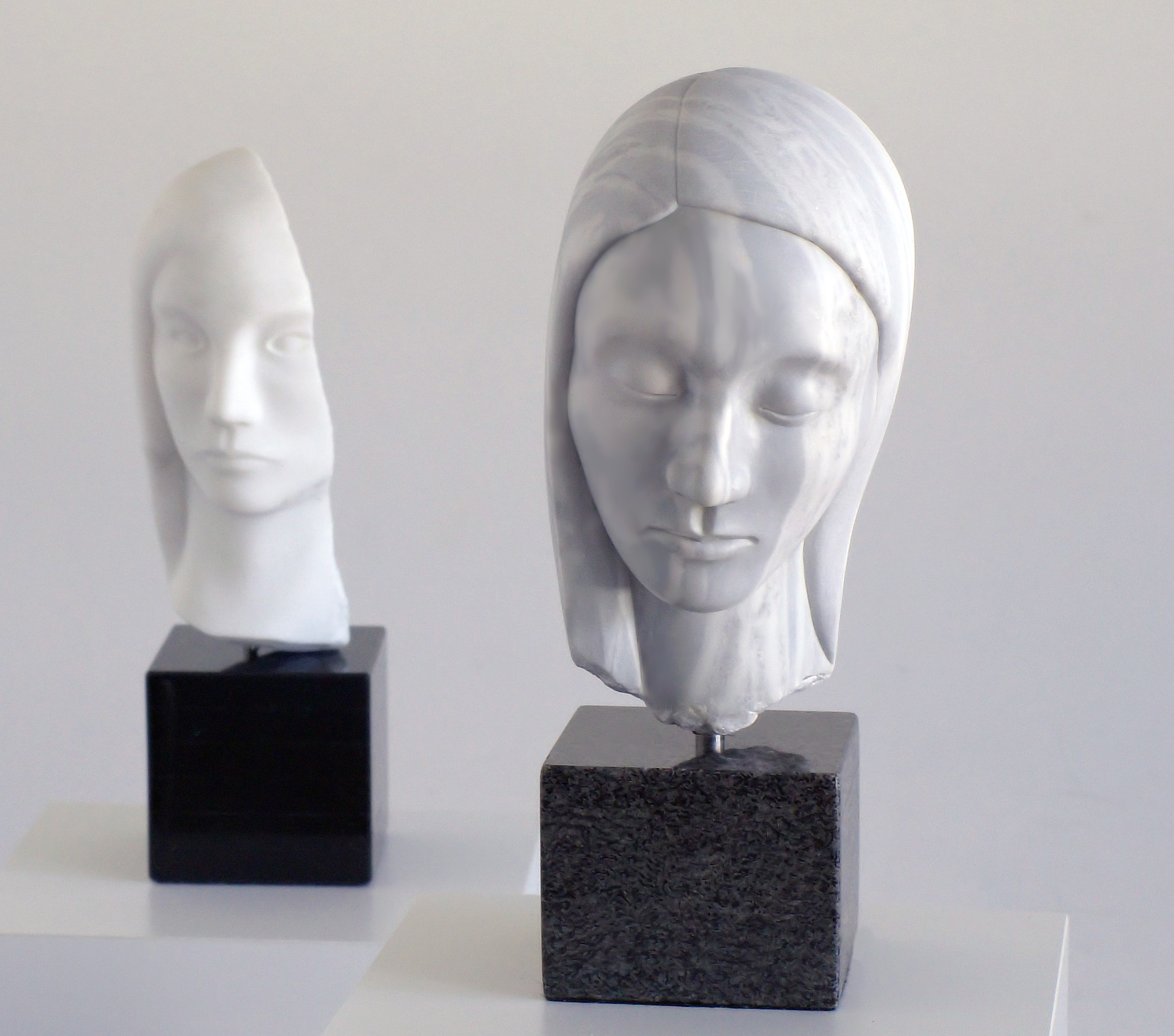
左『Missing - 失くしたもの』・右『Tears - 涙』(富山市nowhere)

2001年渡米直後に9.11アメリカ同時多発テロを間近で体験した吉野は、その追悼碑『Tears - 涙』『Pain - 痛み』とイラク戦争に反対した『Pray - 祈り』を含む『平和のためのシリーズ』を制作し、2004年米国最古の彫刻協会 ナショナル・スカルプチャー・ソサエティー より新人賞受賞。その後、2005年3月、国連アースソサエティ表彰式にて、詩と絵画 『Earth & Humanity - 地球と人類』を発表する。高さ2メートル以上のキャンバスに、男女が浮遊し抱擁し合う姿が描かれたこの作品は、テロや戦争で命を落としてゆく「人々」と、人類の戦争行為によって破壊されてゆく「地球」の、双方への慈悲が表現されている。それは、かつてローマでミケランジェロのピエタに感銘を受けた「吉野的ピエタ」とも呼べる作品であり、後に誕生するモニュメント『Lovers - 恋人たち』の前進とも考えられている。国連ホテルの会場では、吉野の詩の朗読にあわせて、舞踊家・佐藤道代（イザドラ・ダンカン国際学校日本大使）が踊った。
21世紀初ニューヨーク市認定ランドマーク『ハースト・タワー』

『修復後のハーストタワー・ファサードとバルコニー彫刻』（ニューヨーク57丁目）

2005年6月、アメリカ同時多発テロ以降、初めてマンハッタンに建築された超高層ビル、ハースト・タワーの保全修復・新築プロジェクトに修復チーム芸術監督として参加。特に、3階バルコニー柱に設置されていた12体の彫刻修復プロジェクトは、アシスタントを使わず一人で完成させ、ニューヨーク・タイムズで報じられる。これらは悲劇、喜劇、音楽、美術、科学、印刷など、初回建設当時（1928年ごろ）を文化的に象徴する各3メートル高の彫像群であり、歴史的重要文化財となっている。吉野はファサードの全面再生塗装においても総合監督を務め、ハースト・タワーはニューヨーク市における「21世紀最初のランドマークビル」として認定された。また、このビルは環境持続性におけるパイオニア的建築物でもあり、「ニューヨーク市初のグリーンオフィスビル」にも認定されている。
『地球のためのシリーズ』受賞、ヨーロッパ留学
2006年、ベルギー産黒大理石の代表作『Awaken (目覚め)』で人類の覚醒の瞬間を表現し、NPOPen&Brush国際女性作家協会(1894年ニューヨーク設立)より、日本人初の彫刻名誉賞を受賞する。2008年、世界の環境破壊に警告を鳴らす『Missing - 失くしたもの』『Earth is in your hands - 地球はあなたの手の中に』を含む大理石彫刻群「地球のためのシリーズ」により、エドワード・マクドーウェル欧州留学賞を受賞。翌年ミケランジェロの彫刻を学ぶためイタリア・フィレンツェへ留学し、帰路のパリでロダンの塑像を研究した。
東日本大震災『祈りのシリーズ』
2011年、東日本大震災直後、ニューヨークのSOHOでマリンバ奏者のSINSKE、作曲家の 松村牧亜 と共に募金個展&コンサート『夢幻』を開催し、売り上げの全額を寄付した。鎮魂と復興を願い大理石彫刻三部作『祈りのシリーズ』を制作中、石から浮かび上がるような女性の肖像作品『Emerge - 光へ』が、深夜のうちに何者かによって壊される事件が起こった。現場の彫刻スタジオには日夜人が出入りしており、犯人は特定できなかった。吉野はインタビューで「現実を受け入れ難く、ただ泣いていた。でも、これは私が彼女（作品）と共有しなければならない運命だったのだと思う」と応えた。また「世界は完璧ではなくアクシデントは起こる。その時、問われているのは、“自分はどうするのか？”ということ。」「壊れた彫刻はどんなに修復しても決して元には戻らないけれど、再び命が吹き込まれれば別の芸術作品として生きてゆく」とも語っている。吉野は厳しい精神状態で修復作業を続け、「Rebirth - 再生」の願いとともに、東日本復興に捧げる『祈りのシリーズ』は完成した。大震災より2周年めの2013年3月11日、在ニューヨーク日本国総領事館 で追悼個展『祈り』を開催し、国籍・人種・宗教を超えて、世界の人々と共に祈りを捧げた。

### 2013年 パブリックアート

『Lovers - 恋人たち』（ニューヨーク・リバーサイドパーク）

ニューヨーク生まれの日本神話の恋人たち『Lovers 』
2013年7月、母校アート・スチューデンツ・リーグ彫刻科で助教を務めている際に勧められて、ニューヨーク市の野外彫刻コンペティションに応募、選抜される。2001年のアメリカ同時多発テロ以来温めていた「世界はつながりー愛の創造物である」というプレゼンを行い、日本神話の「イザナギ・イザナミ」を題材としたモニュメント『Lovers - 恋人たち』を提案。即決で承認され、自身初の大作2メートル75センチ高の彫像（台座含めて3メートル45センチ）を制作、2014年6月、マンハッタン・リバーサイドパークに『Lovers - 恋人たち』を設置した。ウォール・ストリート・ジャーナルをはじめ各種メディアで紹介され、日本では、週刊金曜日「建国神話を考える」特集の表紙を飾った。これを機に、ニューヨーク界隈の都市計画に関わるパブリックアートを制作しはじめる。

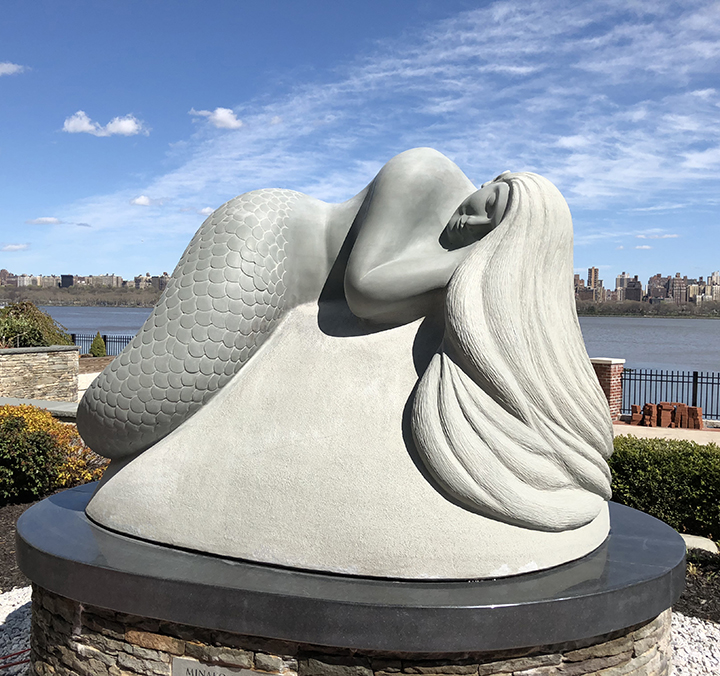
『眠る人魚像』（米国NJ州エッジウォーター）

世界初ブルーストーン・モニュメント『眠る人魚像』
2014年12月、ハドソン川対岸のニュージャージー州に開発中であったエッジウォーターハーバー・コミュニティのため、全長2メートル50センチの『眠る人魚像』を完成させる。素材に選ばれた15トンのブルーストーンはアメリカ東海岸の特産であるが、その石の特徴から大掛かりな彫刻素材としての起用は世界でも初めてで、この規模の芸術作品としては世界初のブルーストーン彫刻となった。2015年4月、『眠る人魚像』はエッジウォーターに永久設置され、同年5月には、『Lovers - 恋人たち』も、隣接するピアに移設された。同じく2015年11月、マンハッタン・ファッション地区にあるネペンテス・ニューヨークで、初の試みであるソフト・スカルプチュア展『Continuum - つらなり』を開催。作品の素材にはすべてメンズブランド「エンジニアド ガーメンツ」の布生地が起用された。この年、吉野は「つらなり」というテーマで2つの展覧会を開催しており、石彫刻によるハード・スカルプチュア展（硬い彫刻展）と、布生地を使用したソフト・スカルプチュア展（柔らかい彫刻展）で、異なる素材の可能性に挑戦している。
4メートルの古代魚モニュメント『ハドソン川の主』
2016年5月、18トンのブルーストーンから、ニューヨーク州のシンボルフィッシュであるチョウザメをモデルとした、古代魚モニュメント『ハドソン川の主』（全長4メートル）を彫り上げ、ニューヨーク州テリータウンに設置される。その制作ドキュメンタリーは読売テレビの「グッと!地球便」でも紹介された。
また、この頃より精力的に講演を行なっている。2017年5月には、富山県の10高校（富山いずみ高校、雄峰高校、富山高校、呉羽高校、富山西高校、高岡西高校、八尾高校、伏木高校、富山東高校、富山中部高校）に招聘され講演した。この後、岡山大学での講演も含めて12連続講演を行い、述べ5000人の生徒・学生達に、自分らしく生きること・夢の追い方を伝えた。

### 2018年 ホロコースト・メモリアル

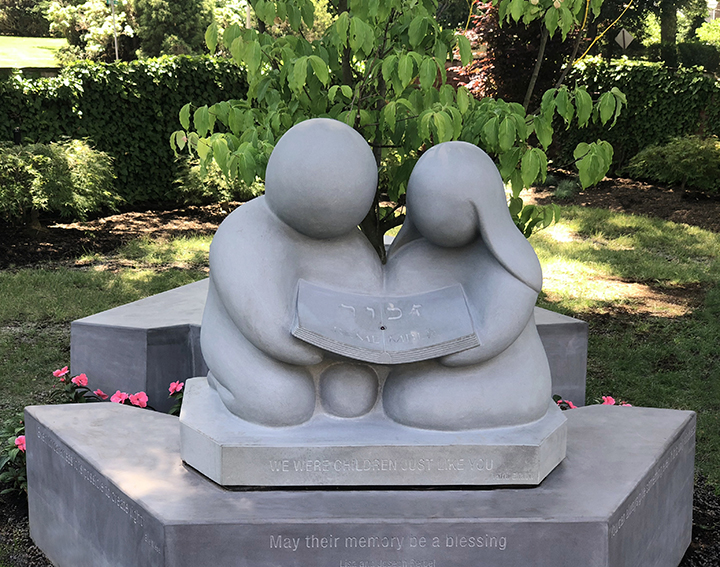
ホロコースト・メモリアル彫刻『歴史の本を読む子ども達』（米国NJ州イングルウッドシナコーグ）

パブリックアートの設置現場で様々な疑問を抱いていた吉野は、ハーバード大学で都市デザインを学び、米国ナチュラルストーン・インスティチュート で建築・芸術石材の専門知識を学び、それらのすべてを投入して、2018年6月、ニュージャージー州のイングルウッドにあるシナコーグ敷地内に、ホロコーストメモリアル彫刻庭園を完成させた。非ユダヤ人である吉野は「可能なかぎり彼らの心に寄り添いたい」と考え、何百ページもの関連文献を読み、ワシントンDCにあるホロコースト記念博物館にも出かけた。犠牲となった150万人ともいわれる子ども達の実態を知り「写真が脳裏から離れずとても辛かった」と語っている。歴史の悲惨さを後世に伝える決意を確固としてプロジェクトに関わり始めた2015年より、庭園完成までには3年もの年月が要された。
庭園内で、メモリアル彫刻『歴史の本を読む子ども達』が座るのは、ダビデの星をデザインしたベンチの中央部分で、素材には彫刻と同じブルーストーンが用いられた。子ども達の読む本には一言だけ「REMEMBER（忘れない）」と刻まれており、本の中央には小さなガーネットが埋められた。それはかつて6000人のユダヤ人を救ったと言われる杉原千畝の孫、杉原千弘 から提供されたもので、このガーネットを吉野は「平和な世界の種」と呼んでいる。
除幕式の挨拶では、自らが彫り上げた『歴史の本を読む子ども達』の前で、「歴史を学び、どうしたら平和な世界を築けるのか、みんなで一緒に考えていきましょう」と呼びかけた。この彫刻記念庭園は、非ユダヤ人アーティストが手がけた世界でも珍しいホロコーストメモリアルであり、「芸術によって言葉・国籍・人種・宗教の垣根を超越したい」と願う吉野芸術の本質に迫る作品と言える。

### 2020年日本初モニュメント
2018年春、富山県経済界の有志による富山駅モニュメント設置委員会では、駅周辺にシンボルとなるランドマークを作りたいと考えて様々な作家を検討後、同年8月、講演会などを通じて県下の若者たちから支持の厚い吉野に制作を依頼。これを受けて吉野は「人と街・人と人・過去と未来」の「3つのつながり」をコンセプトに代表作『Lovers - 恋人たち』を提案した。その後、故郷富山のモニュメント素材として最高の大理石を求めてイタリアに渡り、苦心の末ようやくみつけた石切場の近くで制作を開始した。ニューヨークのLoversが大理石粉の鋳造であったのに対し、富山のLoversは、25トンの大理石からすべて手彫りで彫刻された。記者会見では「今時は3Dプリンターで模型を作ってロボットに切らせるのが主流と薦められたけど、一切ロボットを使わないで、人の手から生まれる優しい形にこだわった」と話した。
完成作品は、2ヶ月かけてイタリアから海上輸送され、富山駅北のブールバールに設置された。設置当日のインタビューでは、「語り尽くせないほど大変なことだらけだったけど、みんなが応援してくれたから頑張れた。このモニュメントから、たくさんのつながりが生まれて広がってほしい」と語った。

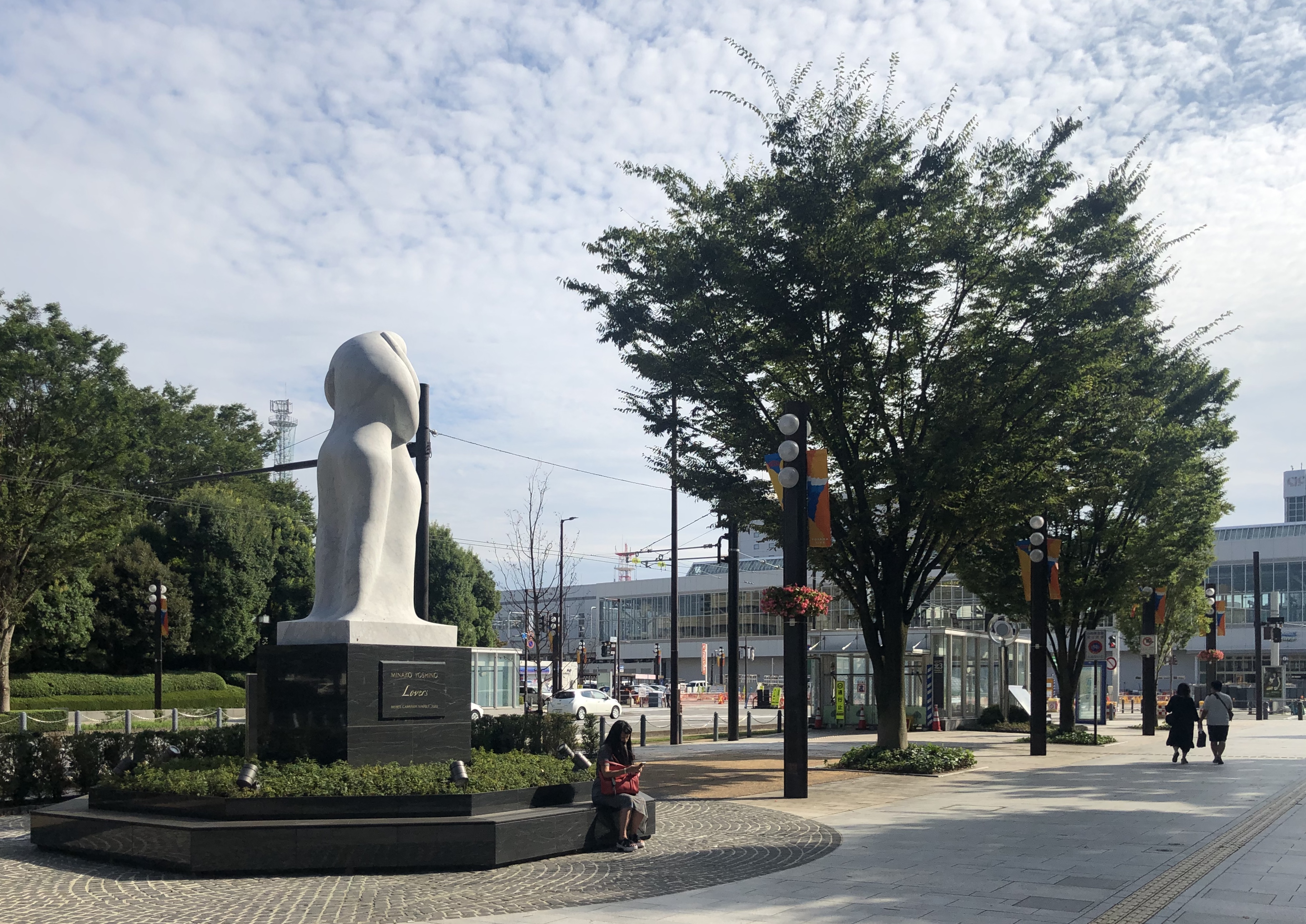
富山駅と『Lovers - 恋人たち』

2020年3月21日、富山市がかねてから進めてきた路面電車南北接続に合わせ、モニュメント除幕式が行われた。3メートル45センチの彫刻本体が、2メートルの御影石の台座に設置され、周りには吉野のデザインをもとに花壇とベンチが作られた。設置委員会の中尾哲雄代表は「多くの人に愛されるシンボルとなってほしい」と述べ、吉野は「応援してくださった富山の皆様、日本の皆様、世界の皆様に心からの感謝を申し上げたい」と挨拶した。そこには、制作資金の一部がクラウドファンディングによって集められており、富山県外や海外からの支援も多数寄せられていた背景があった。除幕式後、吉野は県内の若者たちや一般から届いていた「夢のお手紙5798通」を「モニュメントの魂」として台座の中に封印した。吉野による日本初の大理石モニュメント「つながり」の象徴である『Lovers 』は、まさに全世界がソーシャルディスタンスを唱え、オリンピックをはじめあらゆるスポーツ文化事業も経済活動も何もかもがキャンセルされてゆくコロナ禍の最中、奇跡ともいえるタイミングで（除幕式時点の富山県感染者はゼロで、9日後に初めて一人目が確認）誕生した。

### コロナ禍『コネクト』『美奈子学』
パンデミックによって、日本に足留めを強いられていた吉野は、分断の進む世界で、時に中傷の対象となる各国の学生たちに想いを寄せ、「みんなは今、何を考えているのだろう」という素朴な疑問と、緊張高まる世界への危機感から「学生たちを繋がなければ」と考え、国際学生カンファレンス『コネクト』を始動させた。『コネクト』は「対話とアートで世界を繋ぐ」をコンセプトとして、ZOOMでのオンライン会議と千羽鶴作りの2本立てプロジェクトだったが、吉野は、未だ立ちはだかる語学の壁に「会話の前提が英語では、英語の話せない人たちを繋ぎきれない」ことを痛感することになった。
同じ頃、日本の学校は新型コロナ感染防止対策で様々な行事を中止していたが、母校富山市立速星中学校から、コロナに対応した学年別授業『美奈子学』の依頼が届いた。『美奈子学』は、吉野が「人生で学んできたことをシェアする」という授業で、吉野は学年ごとにテーマを変えて話したが、共通して「みんなは、コロナ後の新しい世界を創造する役割がある」「自分の大好きなことを一生懸命にやって社会に貢献すれば、ハッピーになれると思う」と伝えた。コロナ禍ではじめた『コネクト』について「母国語が英語でない人たちには、母国語で伝えればいい」と考えて活動を話したところ、後日、中学生たちから千羽以上の折鶴が届けられた。

### 2021年〜 パブリック・アートから生まれた文化的・経済的波及効果
FMとやまは、コロナ後の世界に向けて期待値の高まる夢ある企画として、SNS上で「ラバーズとやまフォトコンテスト」を開催、特賞には「ニューヨーク旅行」がプレゼントされた。2021年3月19日には、番組内でラバーズ・モニュメント設置一周年を記念するライブ・コンサート「愛を歌おう！」を吉野美奈子のMCとジャズシンガー 松井綾の歌声で生放送した。
北陸電力グループの北電産業株式会社は、富山駅北に設置されたLoversモニュメントと県内企業とのコラボで「ラバーズ・チョコレート（パティスリー・ジラフ）」、「ラバーズ・セレブレ（ノンアルコールワイン）」、「ラバーズ純米吟醸・ラバーズXOスパークリング酒（富美菊酒造）」、「ラバーズ・ウイスキー（若鶴酒造）」、「ラバーズ焼き」、「ラバーズ・エコバッグ」などのエシカル商品を販売。駅周辺の賑わい作りに役立てるとともに、売上の一部をモニュメントの維持管理として富山市に寄付している。それぞれの商品プロデュースは、吉野が監修。
2023年11月1日、富山駅北ラバーズモニュメントの原型塑造が、吉野のニューヨークスタジオから、富山市奥田神社へ御神体として奉納され、これを記念する『ラバーズお守り』が頒布された。御神徳は『結（むすび）』と『叶（かなえ）』の二種類で、吉野の直筆が刺繍された。また、「お守りのご利益はご本人の意思でお決めいただく」という斬新なコンセプトを打ち出し、インバウンドのための英訳なども添えられた。

### 2024年　宮城県・龍淵寺供養塔
無縁仏が増加する社会問題を受けて、龍淵寺（宮城県涌谷町）入野田住職の「無縁仏の終の棲家を作りたい」という想いにより、建築士・向田良文と共に、供養塔『霽月』（せいげつ＝雨に洗い流された夜空に浮かぶ月の意）のデザイン・制作にあたる。龍淵寺境内に建立された供養塔の根幹となったのは、両手を合わせた女性像『Gratitude－感謝』（カッラーラ大理石・高58センチ）で、吉野自らのテロ体験に基づいており、恐怖と孤独の中、多くの助けによって活動を続けられたことに対する「命と森羅万象への感謝」を表現したものである。5月9日のお披露目式で、吉野は「祈る人も訪れる人もいないかもしれない場所を、温かな祈りの場となるようご尽力くださった関係者の皆様に、感謝申し上げます。ここにお眠りになられる方々が、霽月のような安らかな想いで満たされますことを、心からお祈り申し上げます」と挨拶した。吉野作品としては、東北初のパブリックアートとなる。

## 人物
- 十代の頃の吉野は、自分のやりたいことについて堅実な両親の理解を得られず、特に父親とはよくぶつかっていたが、「二十歳になったら成人なんだから自分の責任」と判断し、JTBで働きながら学費を稼ぎ、両親に黙って武蔵野美術大学で絵画の勉強をはじめた[42]。ボーナスも有休も授業と課題制作に使い果たしていたが「幸せで幸せでしょーがなかった。毎月100冊本を読んで睡眠3時間でこなし続けた。できることなら24時間のすべてをアートのために使えたらと、切ないほどに願った」と語っている[43]。
- 卒業後、「画家としてどのように日本で生きてゆけばいいのかわからない」と悩んでいた時に、道端に100号の絵を出して眺めていたところ、日本人は皆黙って通り過ぎてゆくだけだったが、3人のニューヨーカーがやってきて、いろいろと感じることを述べてくれた。この体験が、言葉や国籍を超えて「世界の反応を知りたい」と考えていた吉野に、渡米決断への後押しをした[44]。両親には相談せず、渡航費用は貯金をくずして実行した[42]。
- 全くツテもなく誰も知らないニューヨークに単身で渡った動機は、大それた夢を描いていたわけではなく「ただ自分を試してみたいだけ」だった[43]。
- 制作のインスピレーションについて聞かれ、「人が聞いたら笑うけど、石とお話する。石がこうなりたいって言ってくるから、その形が（石の中に）見えてくるまで決して石には触らない」[45][20]。作品はどこまでいけば完成なのかと聞かれ、「石も絵も作品が教えてくれる。『美奈子、もう触らなくていいよ』って聞こえてくる」と答えた[46]。
- 2001年9月11日に起こったアメリカ同時多発テロを直近で体験しており、長くその話をすることはなかったが、2017年にハーバード大学で都市デザインを学んで以降、講演会やシンポジウムでも「災害時の都市において、いかに公共芸術が人の心に寄り添えるか」自身の体験を伝えている[47][48]。
- 2012年の北日本放送のインタビュー「10年後の自分について」で、「5年後10年後のことはわからないけど、今やらなきゃいけないことはわかるから、今日を限界まで『明日の朝、目が覚めなくても良い』と思えるぐらい生きるのが好き」と話した[44]。
- 「大切にしていること」は「私らしいこと。」未来の自分へのメッセージは「Keep Going（前進し続ける）」と答えている[49]。その後、「人生で一番大切なモノは何か？」という中学生の質問には「愛だよ」と答え、人の心に寄り添えるのが愛だと話した。
- 2020年のNHKのインタビューで、アメリカ同時多発テロを振り返り、「世界を『壊す・分ける人』がいるなら、私は『つなぐ・創る人』になろうと決心した」と語った。「作ることが好きだからアーティストになったけど、私は伝えたいから作っています。発信して、伝わって、みんなで作りたいものは『平和』なの。」「『愛とか平和とか今さら』とよく言われたけど、でも私はそれ以外に作りたいものは無いから、周りになんと言われてもこれをやる。このメッセージを届けたい」と話した[50]。
- どのようなモニュメントを富山に作りたかったのか？と問われて、「雄大で包容力のある『立山』みたいなモニュメント」と答えた[39]。
- 中学生・高校生たちへの講演会では、「君たちは、自分の人生をクリエイトできる世界でたった一人のアーティスト」「夢の話をしよう。誰かが君の夢を応援してくれるかもしれないから。そして友達の夢も応援しよう」と呼びかけている[51]。
- 富山駅モニュメント除幕式直後の読売テレビのインタビューで現在の心境を聞かれ、「自分にとっては通過点のような感じで、この先どんな素敵な作品が作れるのかなとワクワクしている」と答えた[52]。
- 2021年、日本経済新聞の「9.11後の20年」特集で、「思わず目をそむけたくなるような悲惨な事実の数々を、芸術でどう『翻訳』すればいいのか。憎しみや悲しみを忘れないことは重要だが、どこかでその連鎖を断たなくては争いは絶えない」と語った[1]。

## 著書
- 吉野美奈子 『夢追人』Kindle eBooks 2013年11月1日

## 講演
- 富山外国語専門学校創立40周年記念特別講演：「MINAKO-ISM Vol.20 : THIS MOMENT 今を生きる」(2025年４月）
- 国際ロータリー2610地区（黒部市国際文化センター）「青少年のための公開特別講座」（2025年3月）
- 米国ブルックリン・モンテッソーリ・スクール (MINAKO-ISM：平和の折り鶴ワークショップ）（2024年５月）
- 富山アーバンプレイス（カフェ・タイム）　『ラバーズ』誕生4周年記念講演会「美奈子学：ここから前へ！」（2024年3月）
- ワシントンDC日本商工会議所(2024年１月）「In Sarch of Passion - Art, Design, Creative Power」
- 富山市立富山外国語専門学校（2023年11月）「MINAKO-ISM：自分らしい人生の作り方」
- 富山経済同友会　第3回文化スポーツ委員会：「ラバーズ制作への想い：まちづくりと公共芸術について」（2023年11月）
- 東京外国語大学大学院「現代世界論：Public Art for Urban Society」(2023年7月）
- 富山シティロータリークラブ (オークスカナルパークホテル）「LOVERS: 9.11アメリカ同時多発テロから〜富山駅モニュメントに至る道のり」（2022年12月）
- 東京女子大学ニューヨーク同窓会講演会「美奈子学」2022年10月）
- 女性活躍担当大臣と米国で活躍する女性リーダーの会（2022年10月）
- NOBUKOフォーラム（佐々江信子元駐米日本大使夫人主催）「日米の女性リーダーの話を聞く」（2022年２月）
- 富山県立富山高等学校・生徒会主催「美奈子学：Follow Your Heart」（2021年6月）
- 富山県中新川郡舟橋村立舟橋中学校「美奈子学：自分らしい人生の作り方」（2021年6月）
- TKN富山建築業ネットワーク「美奈子学：トキメキと生きる2」（2021年4月）
- オンラインセミナー地球市民塾「夢追人の条件」（2020年10月）
- 富山本物研究所「美奈子学：トキメキと生きる」（2020年10月）
- 沖縄県名護市立屋我地ひるぎ学園「美奈子学：自分らしい人生の作り方」（2020年10月）
- 日本橋とやま館（富山県首都圏情報発信拠点）「クリエイターズ・トーク」（2020年7月）
- 富山市立速星中学校　コロナ対策学年別授業「美奈子学」（2020年6月）
- 富山市立速星中学校「先輩に学ぶ講演会」（2019年4月）
- 武蔵野美術大学芸術祭・日月会主催「Public Art for Urban Design - 彫刻家の視点から」（2018年10月）
- 岡山大学大学院寄付講座「岡山から文化芸術資源保存について考えるシンポジウム：911からの都市再生」（2018年10月）
- 富山県民生涯学習カレッジ新川「パブリックアートが人の心と生活に与える影響：911テロ体験より」（2018年10月）
- 富山市立富山外国語専門学校（2018年10月）
- 富山県利賀村そばの郷いろり庵「えんとつ町のプペル展・応援トーク」（2018年10月）
- 富山県立富山高等学校・上市高等学校・滑川高等学校・富山高等支援学校・高岡南高等学校（2018年10月）
- 富山県寄付講演富山国際大学（社会学部）（2018年10月）
- 富山県立中央農業高等学校60周年創立記念講演「Seed of Action 2018」（2018年10月）
- 岡山大学国吉康雄研究講座主催・国吉祭「ニューヨーカーとアートの距離感」（2018年10月）
- 兵庫教育大学（学校教育学部芸術系コース美術）（2018年10月）
- 早稲田塾ニューヨーク・アート＆メディア研修（2017年7月）
- 富山県立富山高等学校第4回アメリカ研修（ホリディイン・ニューヨーク）（2017年7月）
- 岡山大学（クリエイティブディレクター養成講座・アートとコミュニケーション講座）（2017年5月）
- 富山県10高校講演会（富山いずみ高校、雄峰高校、富山高校、呉羽高校、富山西高校、高岡西高校、八尾高校、伏木高校、富山東高校、富山中部高校）「Seed of Action・自分らしい人生の作り方」（2017年5月）
- 富山県高等学校PTA連合大会（2016年10月）
- 富山県立富山高等学校第3回アメリカ研修（ホリディイン・ニューヨーク）（2016年7月）
- 横浜そごう美術館（国吉康雄展・国吉の学んだ美術学校：吉野美奈子x才士真司）（2016年6月）
- 岡山大学（クリエイティブディレクター養成講座）（2016年6月）
- 富山市立富山外国語専門学校（2015年11月）
- 富山経済同友会（2015年11月）
- 日本クラブ・ニューヨーク（NY富山県人会）「芸術の生涯教育と社会貢献について〜ニューヨークの現場から」（2015年9月）
- 東京ウィメンズプラザ「人生の作り方」（2007年7月）

## TV出演
- 富山市立速星中学校「美奈子学」2時間番組　2020年8月29日　上婦負ケーブルテレビ。
- グッと！地球便・続編 #563 2020年6月21日 10:25～放送、読売テレビ。ニューヨーク〜イタリア〜富山をつないで、故郷のために創られたモニュメント「Lovers」の制作ドキュメント。
- 富山の新たなシンボル 大理石彫刻ラバーズ　2020年4月4日10:00~ ケーブルテレビ富山。
- 富山駅北口の新たなシンボル モニュメント完成で除幕式　2020年3月21日 チューリップテレビ。
- ZOOM富山 彫刻家 吉野美奈子さん　2020年3月18日 18:37~ NHK富山放送局。
- 駅北に新たなシンボル 恋人たち　2020年3月4日 18:00~ KNBテレビ北日本放送。
- ワンエフ#31 吉野美奈子　2018年12月14日 18:55〜放送、KNBテレビ北日本放送。講演会、現在はまっているもの、未来へのメッセージを収録。
- 夢の追い方  2017年5月17日放送、チューリップテレビ。高校生への講演会とインタビュー。
- グッと！地球便 #373 アメリカ・ペンシルバニア　2016年4月17日 10:25～放送、読売テレビ。アメリカ東部ペンシルバニア州で彫刻家として奮闘する吉野美奈子さんを描くドキュメント。
- NYC-ARTS A profile of The Art Students League of New York, 2014年9月18日 Thirteen New York Public Media[45]
- NB Bushwick #Minako Yoshino 2010年3月17日 BRIC TV。
- 「石彫刻にかける思い」2006年8月 NHK富山放送局。

## ラジオ
- FMとやまのサテライトスタジオ前にラバーズ像が設置された2020年3月以来、番組「アーバンカラーズ」に度々出演。
- ミュージアム・ブレイク（富山シティエフエム 2002年6月 - 2003年5月）ニューヨーク発信でアートを語るパーソナリティを務めた。時代に制約されない普遍的な内容で再放送や他局ネットにも広がった。